# Dysmicoccus dengwuensis
Dysmicoccus dengwuensis är en insektsart som beskrevs av Ferris 1954. Dysmicoccus dengwuensis ingår i släktet Dysmicoccus och familjen ullsköldlöss. Inga underarter finns listade i Catalogue of Life.